# Attentat de la cathédrale du Sacré-Cœur-de-Jésus de Makassar
L'attentat de la cathédrale du Sacré-Cœur-de-Jésus de Makassar est une attaque terroriste survenue le 28 mars 2021, vers 10 h 28, (UTC+8) dans la cathédrale du Sacré-Cœur-de-Jésus de Makassar, dans la province de Sulawesi du Sud en Indonésie, lors d'un service du dimanche des Rameaux. C'est le premier attentat-suicide dans une église du pays depuis les attentats du 13 mai 2018 contre trois églises à Surabaya.

## Attaque
L'attentat s'est produit à l'extérieur de la cathédrale du Sacré-Cœur-de-Jésus de Makassar, la plus ancienne cathédrale de la ville, alors qu'un service du dimanche des Rameaux se déroulait à l'intérieur. L'explosion s'est produite à la porte sud-est de la cathédrale, près de l'intersection des rues Thamrin et Kajaolalido. Selon la police, les auteurs conduisaient une moto et allaient entrer dans la cathédrale lorsqu'ils ont été arrêtés par la police. Alors que les auteurs ont été invités à descendre de la moto, l'explosion s'est produite.
Plusieurs fidèles auraient été blessés lors de l'attaque. La police régionale du Sulawesi du Sud a qualifié l'incident d'attentat-suicide. Plus tard, le porte-parole de la police nationale, Argo Yuwono, a déclaré qu'il y avait deux auteurs de l'attaque.
L'attentat a eu lieu à proximité du quartier général de la police de la ville et de la mairie. Des restes humains ont été retrouvés sur les lieux. Le nombre exact de victimes est encore inconnu. Il n'y a pas eu de morts dans la congrégation de l'église, mais les deux auteurs ont été tués. Cependant, 20 personnes ont été blessées dans l'explosion. Selon l'enregistrement CCTV, il y avait trois piétons et une berline juste avant que l'explosion ne se produise.

## Auteurs
L'attaque a été menée par deux kamikazes, dont l'identité est inconnue à ce jour. Aucune responsabilité de réclamation n'a été dégagée. Cependant, les autorités indonésiennes ont identifié l'un des kamikazes, quelques heures après l'attaque, comme membre d'une cellule terroriste qui a mené une attaque aux Philippines en 2018.

## Réactions
Un spécialiste indonésien du terrorisme, Al Chaidar, a déclaré que l'attaque avait été menée par le groupe terroriste islamique Jamaah Ansharut Daulah. Alissa Qotrunnada, la fille aînée de l'ancien président et militant pour la démocratie Abdurrahman Wahid a présenté ses condoléances et condamné l'attaque comme "blessure de la nation". Le ministre des Affaires religieuses Yaqut Cholil Qoumas a également condamné l'attaque. La Nahdlatul Ulama a condamné l'attaque, déclarant que tout ce qui nuit à l'harmonie sociale n'est jamais justifié. Amnesty International a condamné l'attaque comme "une insulte aux principes des droits humains ". Le maire de la ville Ramdhan Pomanto a exhorté les gens à cesser de partager des photos de la scène ou une vidéo de l'explosion. Il a également prévu de visiter la scène et a personnellement téléphoné au pasteur de l'église pour confirmer qu'il n'y avait aucune victime de la congrégation de l'église. La bourse des églises indonésiennes a demandé aux gens de garder leur calme et de faire confiance aux autorités pour enquêter sur l'attaque, tout en décourageant également les gens de partager des images de la scène. Le vice-président indonésien Ma'ruf Amin a exhorté la police à enquêter sur l'attaque aussi vite que possible. Lecommuniqué de presse du président Joko Widodo à 15 h 0 a également fermement condamné ces actions.
Hormis la condamnation, le président du groupe fondamentaliste islamique 212 Alumni, Slamet Ma'arif a répondu en disant que le public devrait plutôt se concentrer sur le procès de Muhammad Rizieq Shihab et laisser la police enquêter, affirmant que l'attaque n'avait rien à voir avec la religion.